# Rosa marschalliana
Rosa marschalliana är en rosväxtart som beskrevs av Dmitrii Ivanovich Sosnowsky. Rosa marschalliana ingår i släktet rosor, och familjen rosväxter. Inga underarter finns listade i Catalogue of Life.